# پهن‌نوک‌های سبز
پهن‌نوک‌های سبز (نام علمی: Calyptomena) نام یک سرده از تیره پهن‌نوکان نمادین است.

## گونه‌ها
- منقارپهن سبز
- منقارپهن هویس
- منقارپهن وایت‌هد